# Katedra Xishiku
Katedra Xishiku (chiń. 西什库天主堂; pinyin Xīshénkù Tiānzhǔtáng), nazywana również Beitang (北堂; dosł. Katedra Północna) – katedra znajdująca się w dzielnicy Xicheng w Pekinie, niedaleko zachodniego krańca Zakazanego Miasta. Użytkowana przez Patriotyczne Stowarzyszenie Katolików Chińskich, jest siedzibą biskupa Pekinu. Nosi wezwanie Najświętszego Zbawiciela.
Katedrę wybudowali za czasów panowania Kangxi jezuiccy misjonarze, na terenie leżącym w okolicy dzisiejszego parku Zhongnanhai, podarowanym im w 1692 roku w podzięce za wyleczenie cesarza. Poświęcenie kościoła pod wezwaniem Świętego Zbawiciela miało miejsce 9 lutego 1703 roku. Kres pierwszej świątyni nastąpił wraz z kasatą zakonu jezuitów i rozpoczęciem prześladowań cudzoziemców w Chinach. Za panowania Daoguanga (1820-1850) katedrę rozebrano, a grunt na którym stała sprzedano.
Po klęsce Chin w drugiej wojnie opiumowej (1860) w pobliżu pierwszego Beitangu wzniesiono nową katedrę. Nowy Beitang istniał jedynie 27 lat. W 1887 cesarz Guangxu z powodu rozbudowy przypałacowych ogrodów przeniósł gminę chrześcijańską nieco dalej w kierunku północno-zachodnim.
Trzecią z kolei, istniejącą do dziś katedrę, zbudowali na obszarze Xishiku członkowie misji francuskiej z pieniędzy (350 tysięcy taeli) przekazanych przez dwór jako rekompensatę za przenosiny. Wzniesioną w stylu neogotyckim katedrę z potężnym marmurowym frontem, wzorowaną na paryskiej Notre-Dame, oddano do użytku w 1890 roku. W czasie powstania bokserów na terenie katedry schronili się przebywający w Pekinie cudzoziemcy, a sam kościół był oblegany przez powstańców.
Po utworzeniu Chińskiej Republiki Ludowej w 1949 roku i zerwaniu relacji ze Stolicą Apostolską katedrę przejęło Patriotyczne Stowarzyszenie Katolików Chińskich. Wraz z rozpoczęciem rewolucji kulturalnej katedrę zamknięto.
W Boże Narodzenie 1985 roku kościół został ponownie otwarty dla wiernych, a w 1990 roku został uznany za zabytek.